# Ovos mexidos

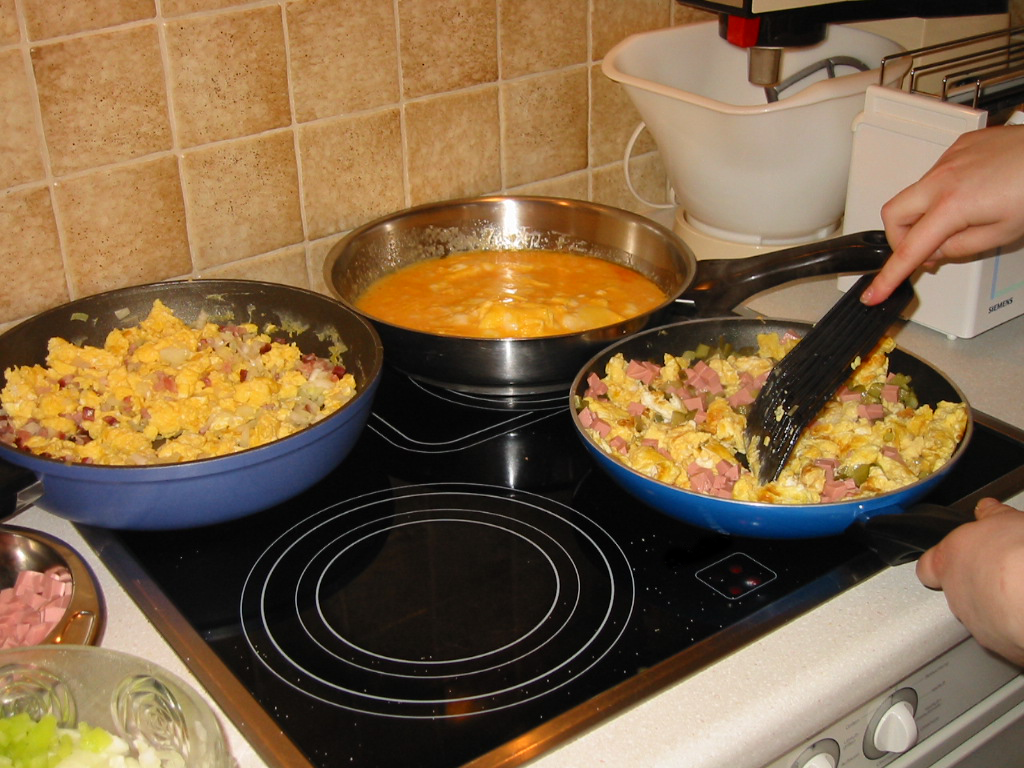
Ovos mexidos com bacon - prato típico do café da manhã, nos Estados Unidos da América

Ovos mexidos é um prato de culinária feito a partir de ovos de galinha. Os ovos são mexidos e vertidos numa frigideira quente, usualmente untada com gordura e mexidos com um utensílio de cozinha, até começarem a coagular.
Este é um prato conhecido e usado no mundo inteiro. Ovos mexidos é um prato popular no café-da-manhã, podendo ser acompanhados com bacon frito.